# Kapitál
Kapitál jsou obecně člověkem dříve vytvořené prostředky, jež nejsou spotřebovány, ale použity jako vstup do další výroby s cílem dosažení zisku či vyšších výnosů v budoucnu.
Kapitál může nabývat různých podob a významů. Jsou jím věcné statky, výrobní prostředky, peníze a jejich formy (cenné papíry, např. akcie), někdy i patenty, licence, jež jsou uplatněny v ekonomice a přinášejí svému vlastníkovi zisk (ve formě úroků, podílu na zisku, dividend apod.).
Typickým příkladem tvorby kapitálu jsou zásoby, a to nejen materiál: kapitálem se může stát i spotřební zboží, výrobky. Ty jsou buď prodány, spotřebovány vlastníkem, anebo za úhradu poskytovány jiným osobám.
V logistice se vyskytuje pojem „logistické kapitálové prostředky“, téměř korespondující s výrazem „investice“. Odtud rentabilita kapitálu, jako odlišný pojem k nákladové rentabilitě.
Důležitost kapitálu spočívá v tom, že je klíčovým faktorem hospodářského růstu a rozvoje. Kapitál umožňuje firmám investovat do nového zařízení, technologií a vývoje nových výrobků a služeb, což zvyšuje produktivitu a konkurenceschopnost společností a také zvyšuje zaměstnanost a příjmy.
Kapitál má také důležitý význam pro finanční stabilitu a prosperitu společnosti jako celku. Akumulace kapitálu umožňuje státu financovat sociální programy a infrastrukturní projekty, zlepšovat životní úroveň obyvatelstva a posilovat hospodářskou základnu země.

## V ekonomii
Kapitál v ekonomii obecně označuje zásobu různých zdrojů, které jsou vynakládány na to, aby vznikly další hodnoty. Podnik tak zajišťuje svojí činnost.
Jedno ze základních členění kapitálu je podle jeho vlastnictví:

### Vlastní kapitál
Vlastní kapitál nebo také vlastní jmění, je kapitál, který patří majitelům, vlastníkům či společníkům a vzniká hospodářskou činností firmy.
Vlastní kapitál není fixní veličina, ale její hodnota se mění v příslušných období podle hospodářského výsledku. Pokud podnik či organizace dosahuje zisku, který zároveň není spotřebován, vlastní kapitál roste a naopak, pokud je ztrátový, vlastní kapitál klesá.
Obsahuje čtyři základní složky:
- Základní kapitál – označuje hodnotu peněžních a nepeněžních vkladů společníků do podniku. Vytváří se povinně při založení společnosti s ručením omezeným, akciové společnosti a komanditní společnosti a její výše se eviduje do obchodního rejstříku. Základní kapitál se zvyšuje buď získáním dalšího společníka, novými peněžními i nepeněžními vklady společníků, nebo v případě akciových společností vydáním či navýšením hodnoty akcií.
- Kapitálové fondy – tvoří peněžní i nepeněžní zdroje, které vychází z vnějšího prostředí, kterým se říká kapitálové vklady, ale nejsou součástí cizího kapitálu. Představují vklady zakladatelů, zřizovatelů nebo dárců do podniků mimo základní kapitál a mimo vkladů ze zisku. Patří sem emisní ážio (rozdíl mezi rozdíl mezi tržní a nominální hodnotou akcie), který má význam hlavně v akciových společnostech, ostatní kapitálové fondy jako jsou například přijaté dary, dotace, státní příspěvky apod.
- Fondy ze zisku – jsou fondy vycházející interně ze zisku, jejichž tvorba se předepisuje buď zákonem, pak jsou nazývány jako statutární, do kterých především spadají rezervní fondy, a nebo stanovami společnosti, které se označují jako dobrovolné fondy.
- Nerozdělený zisk – určuje část zisku po naplnění daňové povinnosti, která se navíc nerozděluje majitelům, ale zůstává k dalšímu podnikání. Nemusí mít peněžní formu.[3]

### Cizí kapitál
Cizí kapitál neboli cizí zdroje financování je dluh podniku či organizace, který musí v určité době splatit, tj. závazky vůči jiným subjektům například bankám, finančním úřadům, dodavatelům, zdravotním pojišťovnám apod. Strany, kterým mají být tyto závazky vyplaceny se nazývají věřitelé. Společně s vlastním kapitálem tvoří součást pasiv.
Cizí zdroje rozdělujeme podle doby splatnosti:

#### Krátkodobý cizí kapitál – poskytovaný na dobu do jednoho roku
Objem krátkodobého kapitálu má vliv na míru pracovního kapitálu a běžnou likviditu.
Zahrnuje:
- krátkodobé bankovní úvěry (eskontní, lombardní, kontokorentní) – kratší než 1 rok, nebo část dlouhodobého úvěru splatná do 12 měsíců
- dodavatelské úvěry – úvěr na zboží poskytnuté dodavatelem ve formě odložené platby na pozdější dobu
- odběratelské úvěry – forma obchodního úvěru, který je poskytnut odběratelem dodavateli ve formě zálohy na dodávané zboží
- závazky k zaměstnancům (nevyplacené mzdy a platy)
- nezaplacené daně
- výdaje příštích období – náklady, které budou zaplaceny v budoucnu
- dlužné dividendy
- krátkodobé půjčky

#### Dlouhodobý cizí kapitál – poskytovaný na dobu delší než jeden rok
Zahrnuje:
- dlouhodobé bankovní úvěry (např. hypotekární úvěry)
- termínované půjčky
- vydané podnikové obligace
- dlužní úpisy (směnky vlastní, směnky cizí)
- leasingové dluhy

Dalším zdrojem financování jsou i rezervy, které se využívají při náhlých budoucích výdajích, se kterýma firma nepočítala (např. kurzové ztráty, opravy atd.). Jsou tvořeny z nákladů, na rozdíl od rezervních fondů, které se tvoří ze zisku.
Chce-li společnost využít cizí zdroje, obrátí se především na finanční nebo kapitálový trh, popřípadě na trh soukromého kapitálu.
Obecně financování cizím kapitálem bývá levnější strategií, protože jeho náklady jsou zpravidla nižší a také z důvodu daňové optimalizace (rozdíl mezi základem daně a úroku). V situaci, kdy vlastnící nenárokují vysoký zisk, je za určitých okolností výhodnější využití vlastního kapitálu. Také často platí, že krátkodobý kapitál je levnější než dlouhodobý. K posuzování a analyzování finanční struktury podniku slouží především ukazatel zadluženosti, který měří schopnost společnosti hradit své závazky.
Kapitál lze rozlišovat i podle způsobu jeho získávání:
- Kapitál vnější (externí kapitál) – pochází od vlastníků podniku a dalších subjektů mimo podnik
- Kapitál vnitřní (interní kapitál) – podnik je vytvořil vlastní činností

Rozdělení kapitálu dle doby použitelnosti:
1. Trvalý kapitál – možnost volného použití na neomezenou dobu
2. Dočasný kapitál
  1. Krátkodobý – možnost volného použití na dobu kratší než 1 roku
  2. Dlouhodobý – možnost volného použití na dobu delší než 1 rok[2]

Dále se rozlišuje:
- Finanční kapitál – peněžní podoba kapitálu neboli volné finanční prostředky (např. hotové peníze, pohledávky, cenné papíry, deriváty), slouží k pořízení reálného kapitálu
- Reálný (fyzický) kapitál – fyzická podoba kapitálu (např. stroje, budovy, materiál, polotovary, nehmotný majetek jako je licence, know-how nebo software)[5]

## Další významy kapitálu

### Intelektuální kapitál
Intelektuální kapitál je zvláštní formou kapitálu a je tvořen z toků a zásob znalostí ve společnosti.
Skládá se ze tří složek:
- Lidský kapitál – představuje především schopnosti, dovednosti a znalosti lidí, jedná se o potenciál skrytý v hlavě individua[7]
- Strukturální kapitál – označující se též jako organizační kapitál, jsou to zkrátka nahromaděné zkušenosti společnosti, které slouží k běžnému provozu a rozvoji organizace. Mezi strukturální kapitál řadíme např. know-how (návod k tomu, jak něco dělat správně), informace a data v počítačových databázích apod.
- Sociální kapitál – tvoří sociální vazby (tj. síť mezilidských vztahů) a komunikační sítě, které poskytují výměnu a sdílení znalostí např. řešení konkrétních problémů podniku, čí strategický plán. Mají potenciál být převedeny na něco hodnotného.[6]

### Přírodní kapitál
Přírodní kapitál je světová zásoba všech přírodních zdrojů ze životního prostředí, do něhož patří nerostné suroviny, živé organismy, půda atd. Některé tyto zdroje se používají k produkci zboží a služeb, například les, který se nachází v přírodním parku, může být přeměněn na soukromé vlastnictví.

### Kulturní kapitál
Autoři Michéle Lamont a Annette Lareau pod pojmem kulturní kapitál rozumí jako „ kulturní signály jako jsou postoje, preference, formální vědění, jednání, statky, oprávnění používané jako nástroje sociální a kulturní exkluze.“ Můžeme tedy chápat, že tento termín představuje formu predispozic jedince či kolektivu k dosažení určitého sociálního statusu a to prostřednictvím verbální obratnosti, kulturního povědomí, či dosaženého vzdělání. Často je tedy využíván k identifikaci dominantní třídy, protože indikuje sociální status jedince.

### Symbolický kapitál
Symbolický kapitál se skládá ze sociálního a kulturního kapitálu.

## Problémy kapitálu
- Problém využívání pracovní síly. Kapitalistická ekonomika je založena na přeměně práce na zboží, které se prodává na trhu, a pracovníci získávají pouze část hodnoty, kterou vytvořili, zatímco zbytek získává majitel výrobních prostředků. To způsobuje, že pracovníci jsou nuceni pracovat v kapitalistickém systému, jejich práce se stává zbožím, které přináší zisk kapitalistovi. Pracovníci dostávají za svou práci ne celou hodnotu, kterou vytvořili, ale pouze určitou část v podobě mzdy. Tím se stávají využívanými kapitalisty, kteří získávají zisk za jejich práci.[10]
- Koncentrace kapitálu v rukou malé skupiny lidí vede k nerovnosti příjmu a bohatství, stejně jako k vytváření monopolů na trhu. Velké korporace ovládají významnou část trhu a mají možnost stanovovat vysoké ceny svých výrobků a služeb. To omezuje konkurenci a snižuje kvalitu a výběr zboží a služeb pro spotřebitele.[11] Dalším problémem, který zde vzniká, je rostoucí nerovnost, která má vážné důsledky: "Nerovnost zabíjí růst, protože zabíjí spotřebu."[12] Tento stav vede k "zamrzlé ekonomice", kde růst zpomaluje, spotřeba klesá a nezaměstnanost a chudoba se šíří.
- Role kapitálu v ekonomice by neměla být posuzována izolovaně od dalších faktorů, jako je technologický pokrok, daňová politika, vzdělání a zdravotnictví. Pro taková opatření jako spravedlivější rozdělení bohatství a příjmů ve společnosti jsou nutné daně z dědictví a daně z příjmu, stejně jako zvýšení státních investic do vzdělání a zdravotnictví. Navíc jeden z hlavních principů spočívá v tom, že kapitál by měl být inkluzivní (kapitál by měl být rovnoměrně rozdělen po celé společnosti, aby každý jednotlivec měl možnost získat přístup k němu a využít ho vlastním způsobem). Inkluzivní kapitalismus přispívá k hospodářskému růstu a snižování nerovnosti.[13]
- Nesprávné řízení kapitálu může vést k vzniku finančních krizí. Tržní výkyvy, nejistota a riziko mohou být příčinou růstu volatility cen aktiv a nástrojů. Nestabilita na finančních trzích, snížení úvěrování a další faktory mohou vést k omezení dostupnosti kapitálu pro společnosti a státní projekty. Kromě toho nesprávné rozdělení kapitálu vede k nežádoucím následkům, jako je růst dluhové zátěže, ztráty a bankroty. Aby se zabránilo finančním krizím, je nutné vyvinout správnou strategii řízení kapitálu a investic. To zahrnuje diverzifikaci portfolia, řízení rizik, stanovení přísných pravidel a postupů a průběžné monitorování a analýzu trhu.[14]

## Vliv kapitálu na politiku
Kapitál je jedním z hlavních zdrojů moci a vlivu ve společnosti. Konglomeráty mohou využívat svůj kapitál k ovlivňování politických procesů a rozhodnutí, která se přijímají na úrovni státu.
Jedním ze způsobů, jakým může kapitál ovlivňovat politiku, jsou finanční příspěvky do volebních kampaní kandidátů. (Investování kapitálu do politických kampaní, aby zajistili výběr kandidátů, kteří budou hájit jejich zájmy). Bohatí lidé a korporace využívají svou moc k ochraně svých zájmů, nikoli zájmů společnosti. To znamená, že kapitál může kontrolovat politická rozhodnutí a zákony, které se přijímají na úrovni státu.
Kapitál může být využíván pro lobbování zájmů v vládních orgánech. Například najmutí lobbistů, aby přesvědčili politické představitele o nutnosti přijmout určitá rozhodnutí v jejich prospěch. To může zahrnovat ovlivňování legislativy a politických programů, stejně jako prosazování určitých praktik a postupů.
Také se kapitál může využívat k vytváření médií a manipulaci s veřejným míněním. Konkrétně se jedná o vytváření a šíření zpráv, které podporují zájmy a stanoviska určité skupiny osob. To může vést k řízení veřejného mínění, což může ovlivnit politická rozhodnutí, která se přijímají na úrovni státu.
Vliv kapitálu vede ke problémům jako jsou nerovnosti a korupce, ale také k poklesu důvěry vůči vládě a vůči politickým institucím obecně.